# بن هور (فلم 2016)
بن هور هو فيلم حركة تم إنتاجه في الولايات المتحدة وصدر في سنة 2016. الفيلم من إخراج تيمور بيكمامبيتوف وكتابة جون ريدلي. من بطولة جاك هيوستن ومورغان فريمان وتوبي كيبيل ورودريغو سانتورو ونازانين بنيادي.

## القصة
تدور أحداث الفيلم حول رجل يهودي نبيل يتم اتهامه ظلمًا بجريمة لم يرتكبها، ويعيش لعدة سنوات في قيود العبودية كعقاب له على تلك الجريمة التي لم يرتكبها، ويخطط طوال هذه السنوات للانتقام من أعز أصدقائه الذي خانه ووضعه في هذا الموقف الصعب.

## الممثلون والشخصيات
- جاك هيوستن (بدور: جودا بن هور)
- مورغان فريمان (بدور: إيلدريم)
- رودريغو سانتورو (بدور: يسوع)

## وصلات خارجية
- مقالات تستعمل روابط فنية بلا صلة مع ويكي بيانات